# Nyingscout
Nyingscout var i Sverige den yngsta ålderssektionen inom SMU-scout, numera Equmeniascout. Nyingscouter var scouter i åldrarna 7-9 år, det vill säga det som tidigare var lågstadieåldern. Deras rekommenderade scoutdräkt var, i motsats till de äldre sektionerna som också bär scoutdräktens t-shirt/piké-tröja/skjorta, endast den tegelröda halsduk som användes av SMU-scout. På halsduken bar nyingscouter en svart SMU-logotyp och tre olika upplevelsemärken beroende på hur många år man hade gått i nyingscout.